# 邓文迪
邓文迪，全名文迪·邓·默多克（英語：Wendi Deng Murdoch，1968年12月5日—），原名邓文革，1985年改名邓文迪。生於中国山東省。曾任新闻集团亚洲卫星电视业务的副董事长，新闻集团创办人鲁伯特·默多克的第三任前妻。

## 生平
1968年生于中国山东省济南市，从小在江苏省徐州市长大。:36邓文迪祖籍为广东东莞，其父亲邓德辉是东莞人，母亲刘雪芹是济南人，父亲当时任徐州工程机械厂副厂长，母亲当时是一名工程师，:36母亲也是工程师在徐州机械局工作，家中还有一个弟弟小勇，两个姐姐邓瑜及邓准玲，邓瑜曾任徐州通用机械厂技术员，邓准玲是职大学生，全家在徐州时居住在徐州机械局宿舍五楼一套三居室的公寓里，家庭环境较好。邓文迪小时候就读于徐州市少华街小学（也有消息指是徐州市淮海西路小学）。邓文迪初中、高中均就读于徐州市第一中学，在班级中成绩普通并不惹人注意。此外，身高约1.75米的邓文迪还是徐州排球队的主力队员，后来为了学业放弃了排球运动。在邓文迪念高二下半学期时全家人因父母亲工作调动搬到广州居住，但是邓文迪为了继续能在重点中学徐州一中念书继续独自在徐州生活了一年直到其1985年高中毕业。:36当时由于其父已是广州人民机器厂厂长，所以家里相对比较富裕，在1985年家中购置了一台电视机使她眼界开阔开始向往外界的生活。

## 移居美国

### 与杰克·切瑞的关系
1985年，邓文迪在高中毕业后，原本已考入广东暨南大学后改为进入广州医学院临床医疗学系就读，她擅长体育和社交，曾任学生会体育部部长，也是跳交谊舞的高手。:2371987年，18岁的邓文迪利用课余学英语的机会结识了一对美国人——切瑞夫妇（和），当时刚刚开始教邓英文，而她的丈夫比邓大30岁，那时正为广州机械厂工作。:237当切瑞太太为了照顾子女返回美国时，切瑞先生依然留在广州，不久之后切瑞先生告诉太太，邓文迪想要到美国念书。大学第三年（1988年），邓文迪在他们的帮助下获得美国留学签证，从只就读了三个学期的广州医学院退学前往洛杉矶的加州州立大学北岭分校就读经济学。:237
切瑞夫妇答应资助邓文迪直到其可以自立，因此邓来美后暂住在切瑞夫妇的家中，甚至与其5岁的女儿（Kristen）共睡一张上下铺的床。不久切瑞之妻发现了她先生在他廣州旅館裡为邓文迪拍攝的具有挑逗性的照片。不但如此，邓文迪對切瑞的穿著打扮開始品头论足，邓文迪且與切瑞晚間开始外出甚至彻夜不归。切瑞之妻认为他们俩有不正常的关系因此要求邓文迪搬出切瑞的家，但不久後，切瑞离开家搬进附近的一间公寓與邓文迪同住，之后切瑞夫妇宣布离婚。1990年，切瑞同邓文迪结婚，成为邓文迪的第一任丈夫。邓文迪时年21岁，切瑞51岁。四個月以後切瑞由於發現了鄧另有男朋友（大卫‧沃尔夫）而要求她離開。:237邓文迪告訴切瑞她對其感情是像對父親一般。但默多克夫婦稱此報導為惡意的謊言。洛杉矶郡高级法院的记录显示这段婚姻维持了两年七個月，仅仅比邓文迪依法获得美国居留权的两年时间多7个月，但切瑞声称实际上他们共同生活的时间不超过5个月。

### 与大卫‧沃尔夫的关系
当时沃尔夫先生（David Wolf）20多岁比邓文迪年长一些，正为一间进出口公司工作，能说一些中文且对在中国工作有兴趣。在离婚前后，邓文迪即开始与沃尔夫同居。据认识邓文迪的人回忆在同居期间，邓文迪曾对外称沃尔夫为自己的“丈夫”，但没有证据显示二人正式登记结婚过。由于邓文迪身高1.78米，和沃尔夫走在一起十分引人注目，在1990年代他们共同住过许多地方，而且还告诉他们的朋友两人是在Wolf在中国经商时认识的。1995年，前往北京工作并定居当地，邓文迪与其关系结束。

### 在美国学习
在1990年代早期，邓文迪作为加州州立大学学生和其他三名同学组成了一个四人小组，据她当时的教授回忆这个小组是北岭分校经济系有史以来的最出色的小组。这四个人经常一起吃饭一起学习，曾合作过一个大型书面计划，分析财政政策对美国经济的影响。在此期间，因为邓文迪与李宁太太陈永妍是室友的关系，邓文迪和男友得以为学校附近的一家李宁开设的体操学院工作，当时邓文迪负责学院的中国教练与学生父母之间的联络工作，而则任学院的经理。为李宁及其合伙人（Chen Yihong）工作，给邓文迪打开了一扇机会的大门--他们与政界及体育局名人关系密切。教授记得邓文迪曾经一段时间就会消失几天，为那些来美的中国商人做翻译，他说“我认为她是很有影响力的人，会给那些商人留下印象其在中国有良好的关系网”。此外邓文迪还曾为ESPN做过翻译，推销过化妆品以及为李宁公司引进运动饮品进入加州。另外一位教授则记得邓文迪刚来时英文不好，但是之后进步飞快，其非常聪明，学习成绩几乎全是A。
1993年从加州州立大学毕业后，邓文迪就全职为李宁的公司工作，之后申请前往耶鲁大学商学院学习，教授在其推荐信中，称她是“Super”学生非常专注于其学业，他个人预计邓文迪将在中国向西方开放过程中扮演一个重要角色。据教授说，邓之所以选择前往耶鲁大学商学院学习是看重其课程的国际特色。1995年邓文迪离开加州前往耶鲁大学学习，而在1996年起回徐州探亲时，依然自我介绍是在李宁公司工作，耶鲁大学的学费十分昂贵，一位前新闻集团的中国高层说当时其男友资助了她。在进入耶鲁学习一年之后，邓文迪曾对别人形容耶鲁大学商学院是“一所不时尚的商学院”，此外她还选修了戏剧学院的电影课程，打算未来从事媒体行业的管理职位。当时邓文迪在耶鲁的经济学教授则回忆邓文迪是一个精力充沛、学习努力、十分迷人的学生。

### 在Star TV工作
由于耶鲁大学要求其学生就学期间要有实习的经历，因此邓文迪在香港的Star TV找到了工作，那是在一次航班旅程中，她认识了时任负责新闻集团福克斯电视在洛杉矶的金融与公司发展业务部门的。虽然邓文迪缺少在娱乐业的经验，但是其常春藤名校的学历加上流利的中英文能力都能给新闻集团当时在亚洲开展卫星电视业务（Star TV）很大帮助。于是在前往Star TV任COO时，先生给了邓文迪一个香港实习生的职位。1996年5月，邓文迪开始了其在Star TV的实习工作，一位邓的当时同事说，“那时候我们都忙着学习，而邓则说我要去认识那些人”，于是邓经常会悄悄得走进某些重要人物的办公室，不请自来地自我介绍“嗨，我是邓文迪，那位实习生......嗯，你是谁？”
时任 CEO的则回忆说，邓有些笨拙，不是很懂得在大公司工作的规矩，但这也使她很清新、无所畏惧、充满了迷人的自信，在她身上找不到很多大陆人会有的那种共产党的傲慢自大。还回忆当时里的那些中方雇员——特别是作为曾在西方公司工作过的非大陆人--不喜欢邓，因为既聪明而且是大陆人，让他们感受到了威胁。
邓文迪在几个月之后离开回到耶鲁继续她的MBA学习，在1996年从耶鲁大学管理学院拿到MBA学位毕业，邓文迪回到了。的业务蒸蒸日上，邓文迪成了一名年薪8万美元负责在中国大陆开拓其音乐频道的负责人，同时也借此机会开始在中国大陆建立关系网。
当时的邓文迪住在红磡的一间小公寓中，靠近在九龙的总部，她上班时光鲜亮丽，下班后则和路人一样，也经常在路边的大排档解决午餐。邓文迪在公司中的外籍男同事中很受欢迎，在搞定人际关系上很有信心，邓的前同事并不讨厌她，“她不是天才，但是个甜心，是个派对女孩因此希望大家都开心”。
1997年6月30日晚上，当鲁伯特·默多克在香港会展中心作为贵宾出席香港回归典礼时，邓文迪则在香港木球会观看转播，这是一个殖民地特权象征的堡垒，对于邓文迪这样的大陆人入内已是十分不寻常而且其还是一位共产党员的女儿。但是邓文迪并没有为回归十分感动，一位密友道出了邓文迪的性格，“她对政治不感兴趣，不会以政治的观点看事情，她是这样一种人，当她从聚会上归来，会说出遇见的人及听到的事，她不是天才也不是笨蛋，她要她想要的东西”。

## 与鲁伯特·默多克的婚姻

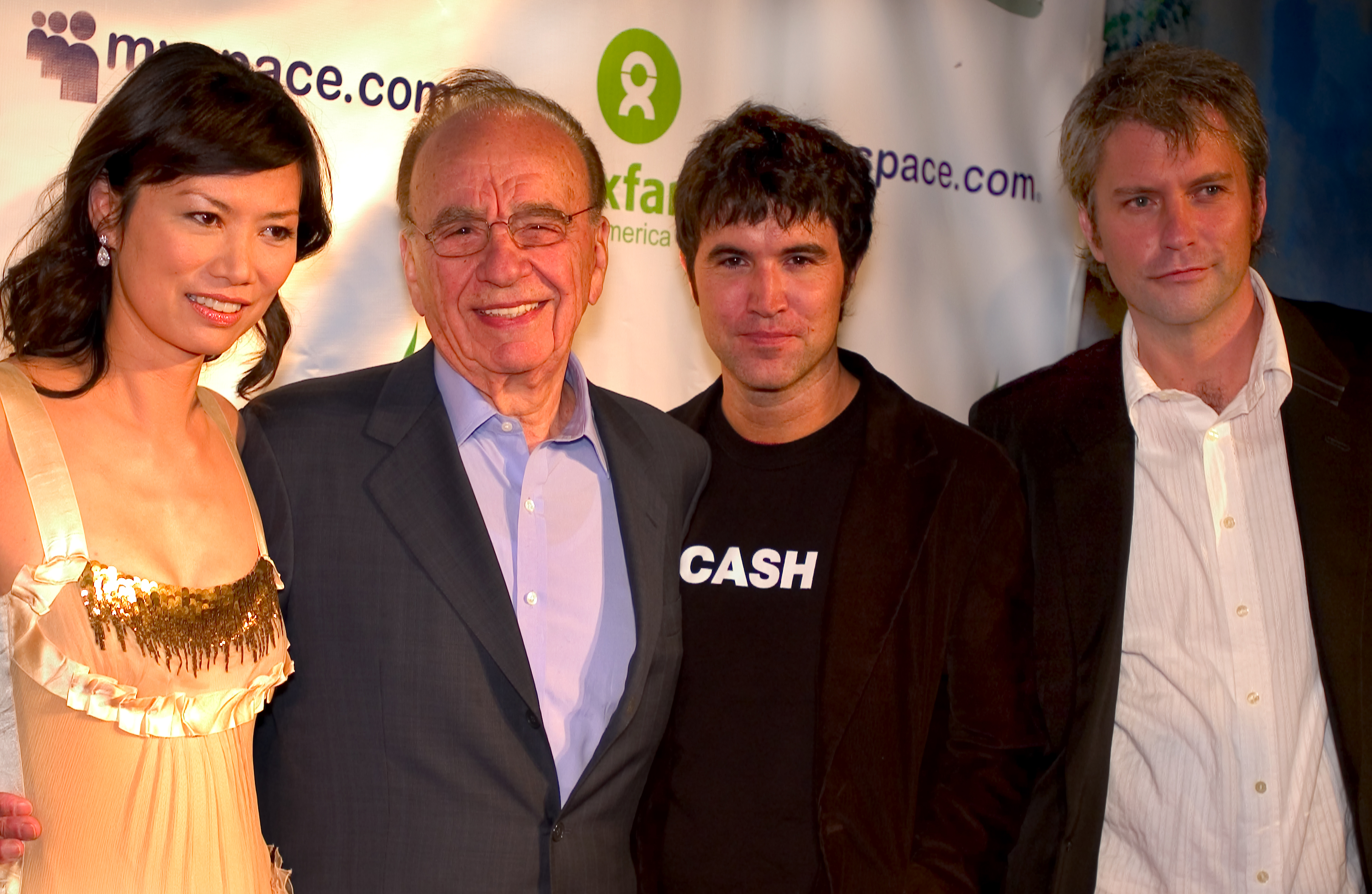

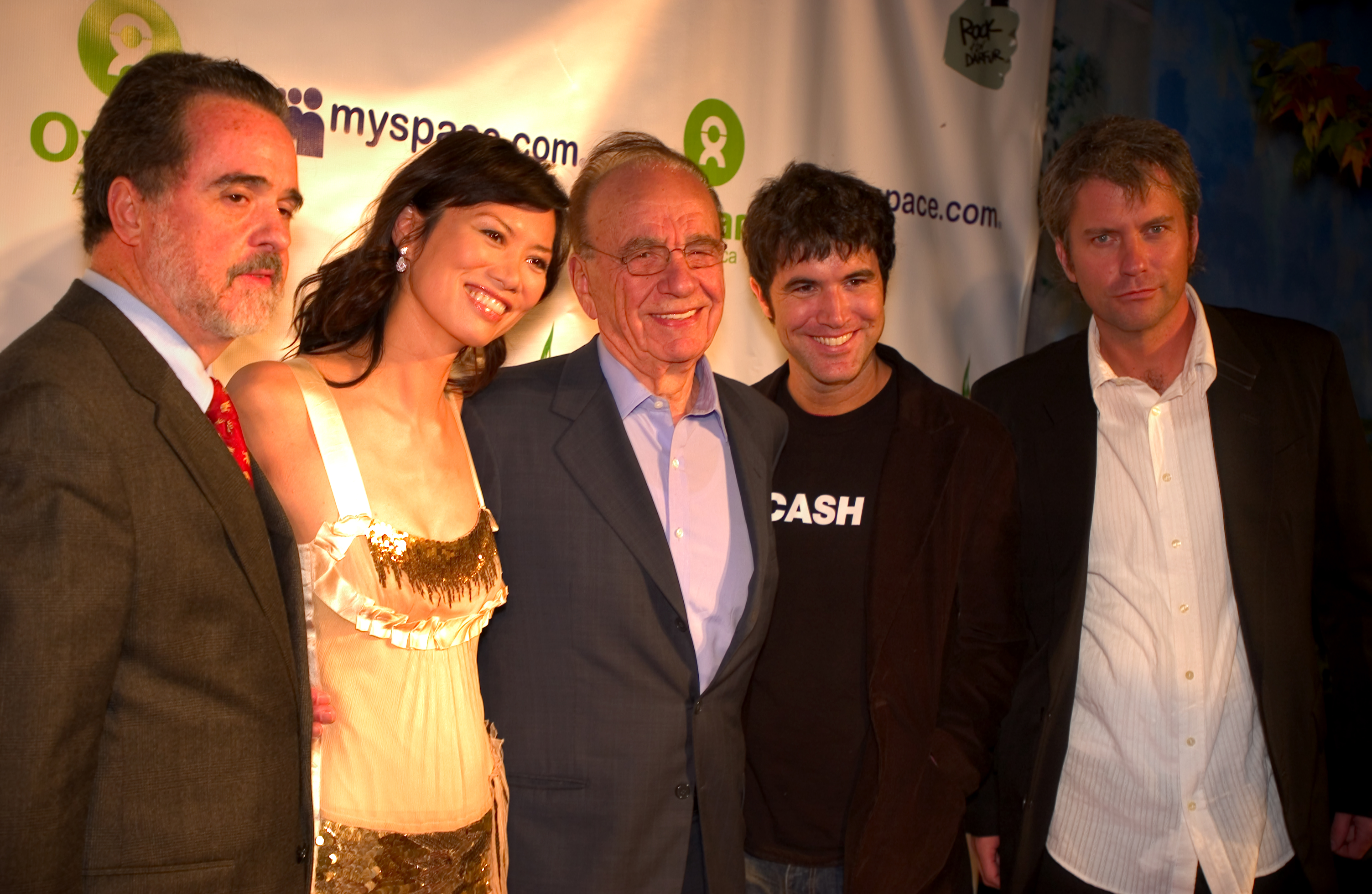
邓文迪夫妇与MySpace创立者在洛杉矶（2006年10月）。

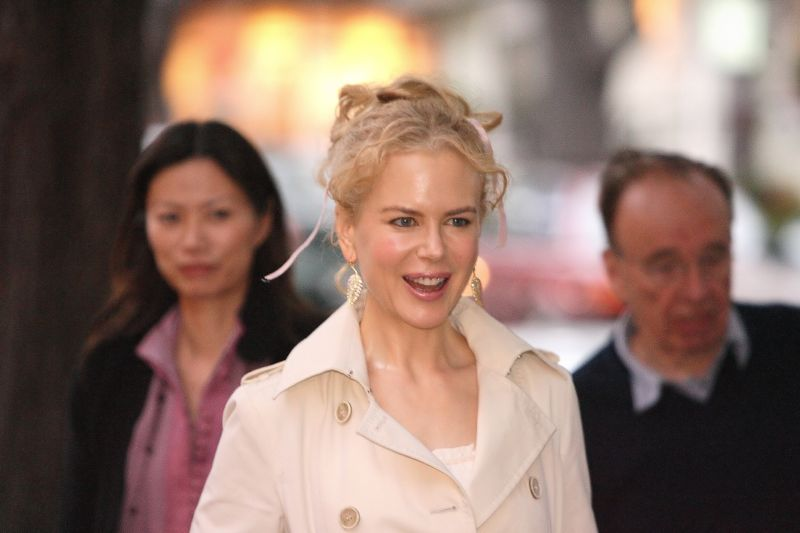
邓文迪（后左）与默多克和妮可·基德曼在加州小镇卡米爾海（2006年）

邓文迪在Star TV工作期间积极主动，敢于向上级谏言，职位升迁得很快。邓文迪如何与默多克相识相恋有多个版本，要么是靠出色的才能要么是靠其过人的计谋。其中一个版本是在1997年，她得知公司将举办一次高层周年宴会，邓文迪并未获得邀请，但在得知公司总裁默多克也会来港出席后，便打听到会场地址后直接前往，主动与默多克认识并自我介绍。1998年6月邓文迪又因工作前往伦敦与默多克开会时被其邀请逗留开始发展两人间的感情。不久两人的恋情公开化，曾有同事看见两人在公共场合牵手。
不久默多克与其第二任妻子Anna便分居，1999年宣布离婚。在离婚后仅17天，即1999年6月25日鲁伯特·默多克同邓文迪结婚。:237邓文迪时年30岁，默多克68岁。:237两人的结婚仪式在泊于纽约港的鲁伯特·默多克的游艇Morning Glory号上举行，沃尔夫先生（David Wolf）的母亲也应邀出席了婚礼。
邓文迪与默多克结婚后即搬到纽约曼哈顿生活，在那里，邓文迪参与了许多慈善机构，包括50万美元给位于纽约下东城的纽约双文学校，以及是美国亚裔重要关系网的亚洲协会的理事。
2000年默多克发现患有前列腺癌，但邓文迪在2001年11月19日于纽约生下了下长女，之后又于2003年7月17日于纽约生下次女，有消息指其是利用人工授精手段成功怀孕的。而这两个孩子的出生，却引起了默多克家族的财产纠纷。因为两人结婚前曾签订协议，邓文迪不得继承遗产，而默多克的财产将分配给几位成年的子女，而去年默多克已经在考虑修改这项协议，使这两个孩子能够继承和前几位子女一样多的股份。此举遭到了家族内外的一致反对。不少人认为，默多克去世之时这两个孩子应为未成年，而邓文迪自己作为她们的母亲也是监护人就可以随心所欲操控她们名下的财产。

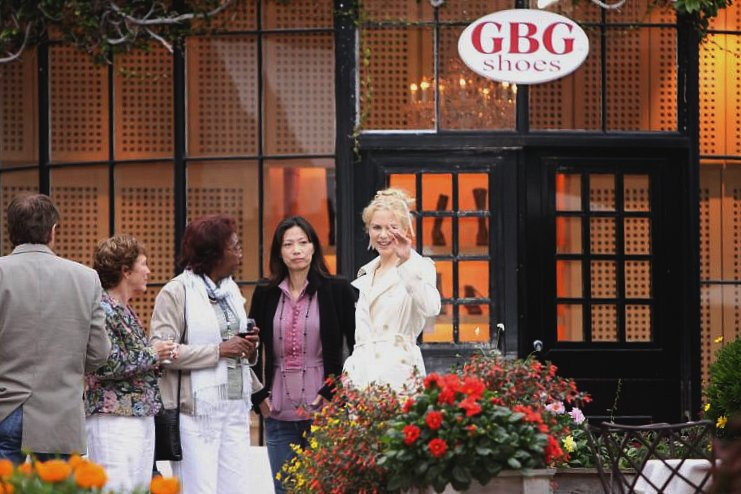
邓文迪与妮可·基德曼在加州小镇卡米爾海（2006年）

在结婚后不久，默多克曾在一次采访中宣称邓文迪不会参与新闻集团的事务，但是在2006年新闻集团大幅出售其拥有的凤凰卫视的股份之后情况出现了变化，2006年底，邓文迪受新闻集团委派，回到中国工作。2007年夏，邓文迪被任命为MySpace中国的“策略长”，并将其改名为“聚友网”。
而在早期的1999年和2000年邓文迪曾经与其继子一同收购了大量中国网站，包括网易、21cn等，它们在网络股泡沫破裂之前利润丰厚但今日则损失巨大。因此对于邓负责的中国事务，则被认为默多克将其放到一个不会造成巨大破坏的位置。
2007年，根据媒体报道因默多克拥有出版杂志的媒体公司7.5%的股份而可能导致该杂志没有刊登自由记者艾里克·埃利斯（Eric Ellis）所写的有关邓文迪的长篇专题报道。这件事在西方媒体界引起极大关注，因其可能涉及商业利益干涉新闻自由的关系，在英国包括著名的《卫报》及《金融时报》等媒体都报道了此事，但在澳大利亚当地，的管理层则声称编辑们的新闻自由并没有受到限制。
之后同样在2007年有媒体指报道，怀疑为新闻集团的人对英文维基上的邓文迪条目进行删改，其中包括将邓文迪的第一段婚姻删除，之后又将有关艾里克·埃利斯（Eric Ellis）的部分删改，以及对邓文迪的描述进行美化。
2011年，身陷世界新闻报电话窃听丑闻的默多克被英国议会召唤作证，邓文迪陪同参加。其间一名示威者混进会场，将一盘奶油（一说馅饼）扣到默多克脸上，坐在其身后的邓文迪迅速跃起，用类似排球扣球的动作击中示威者头部，邓文迪亦失去平衡倒地。示威者随后被捕。
默多克邓文迪2013年11月20已经协议离婚。:237默多克接受《浮華》雜誌訪問時說，鄧文迪與托尼·布莱尔（貝理雅）之間的緋聞是造成兩人離婚的主因，托尼·布莱尔否認與鄧文迪之間有婚外情關係。

## 离婚之后
2016年3月，邓文迪和英国小提琴家查理·西埃姆（Charlie Siem）共同出席巴黎时装周，公开二人关系。西埃姆亦是兼职模特，比邓文迪年轻17岁。